# Quézac (Lozère)
Quézac korábbi község Franciaország Okcitánia régiójában, Lozère megyében. Lakosainak száma 334 fő (2018. január 1.). Quézac Ispagnac, Montbrun, Sainte-Enimie, Bédouès-Cocurès, Florac Trois Rivières és Florac községekkel határos.
2017. január 1-jén Montbrun és Sainte-Enimie korábbi községgel egyesült és az így létrejött Gorges du Tarn Causses új község része lett.

## Népesség
A település népességének változása:
| Lakosok száma | 257  | 252  | 245  | 239  | 245  | 352  | 342  | 336  | 342  | 334  |
|               | 1968 | 1975 | 1982 | 1990 | 1999 | 2011 | 2013 | 2015 | 2017 | 2018 |